# 布部山の戦い
布部山の戦い（ふべやまのたたかい）は、永禄13年2月14日（1570年3月20日）に尼子家再興を目指す尼子再興軍とそれを阻止しようとする毛利軍との間に起こった野戦である。戦いのあった場所が布部の中山（現在の島根県安来市広瀬町布部）であったことから布部山の戦いと呼ばれる。軍記資料には「尼子・毛利の国の戦いも今日が最後」と記される激戦であった。

## 戦いまでの経緯

### 尼子氏の滅亡

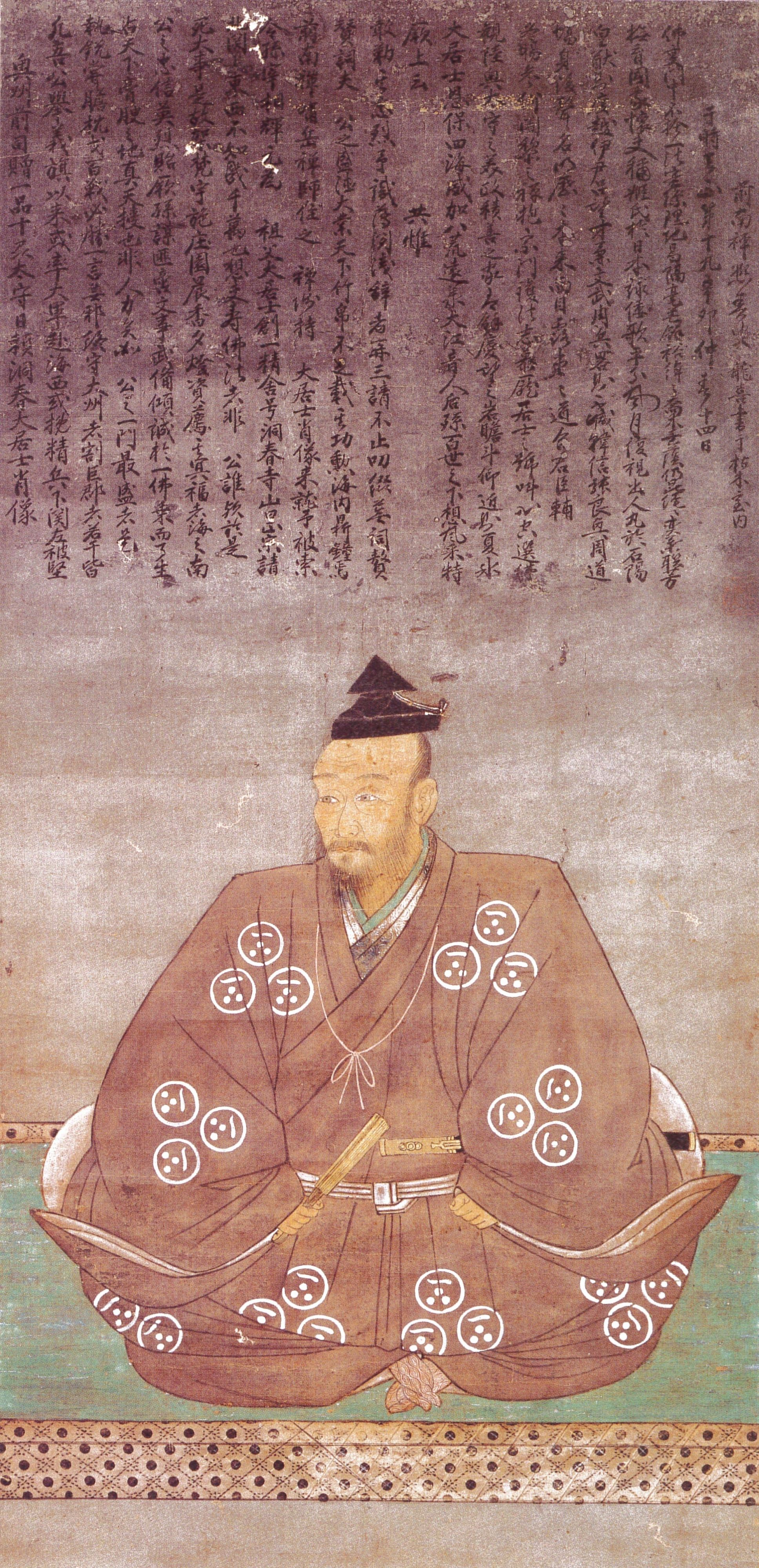
毛利元就。安芸国の吉田郡山城に生まれる。大内・尼子氏を滅ぼし、中国地方随一の戦国大名となった。

永禄5年7月3日（1562年8月2日）、毛利氏の当主・毛利元就は、尼子氏を滅ぼすため出雲へ進軍する。元就に率いられた毛利軍は出雲へ入国すると、尼子方の有力国人らを次々と服従させつつ陣を進めていき、永禄5年12月（1563年1月）には島根半島の荒隈（洗合）へ本陣を構え、尼子氏の居城・月山富田城攻めを開始する。
この毛利軍の侵攻に対し、尼子軍は各地で戦いを繰り広げつつ激しく抵抗していった。しかしながら、永禄6年10月（1563年11月）に島根半島に位置する補給要衝・白鹿城を毛利軍によって奪われると（白鹿城の戦い）、続いて永禄8年（1565年）初頭には西伯耆一円を毛利軍によって支配され、尼子氏の居城・月山富田城は完全に孤立する。
こうして尼子軍の補給経路を絶ったうえで毛利軍は、永禄8年4月（1565年5月）に洗合から星上山（現在の島根県松江市八雲町東岩坂）へ本陣を移すと、月山富田城への攻撃を開始する。毛利軍は城下で麦薙ぎを行うとともに、同月17日（5月16日）には月山富田城へ総攻撃を行った（第二次月山富田城の戦い）。この攻撃は尼子軍の抵抗により失敗に終わるも、その後、毛利軍は兵糧攻めの作戦に切り替えて月山富田城への圧力を強めていった。
永禄9年11月21日（1567年1月1日）、居城である月山富田城を毛利軍によって包囲されていた尼子家当主・尼子義久は、これ以上戦うことはできないと判断し毛利氏に降伏する。同月28日（1月8日）、義久は城を明け渡し、ここに戦国大名・尼子氏は一時的に滅びることとなる。
居城であった月山富田城、及び尼子氏の所領は毛利氏の支配下に置かれることとなり、義久とその兄弟3人は一部の従者と共に円明寺（現在の広島県安芸高田市向原町長田）へ連行され幽閉の身となった。その他の尼子家臣らは出雲から追放され牢人となる。

### 毛利軍の九州侵攻、及び尼子再興軍の雲州侵攻
尼子氏を滅ぼし、中国地方をほぼ手中に収めた毛利氏が次なる目標に定めたのは、北九州を治める大友氏の討伐であった。
永禄11年6月（1568年7月）、元就は伊予国に出兵していた吉川元春・小早川隆景の両軍を本国である安芸国に帰還させると（毛利氏の伊予出兵）、同年8月に両将を北九州へ派遣し大友氏の討伐を開始する。永禄12年4月（1569年5月）には、元就も居城である吉田郡山城を発ち長門国へ向けて出陣する。そして同年5月に長府に入ると、ここに本陣を構えて大友氏討伐の拠点とした（多々良浜の戦い）。このとき、元就の出陣にあわせ山陰地方の多くの国人達にも九州への出兵が命じられており、山陰地方の毛利領の警備は手薄となっていった。
一方、滅亡した尼子氏であったが、尼子諸牢人の中には一族の再興を目指す者がいた。その中心となった人物が山中幸盛である。
永禄11年（1568年）、幸盛は各地を放浪した後に京へ上ると、京の東福寺で僧となっていた尼子氏一門の尼子誠久の遺児・尼子勝久を還俗させ、尼子再興軍の大将として擁立する。そして各地の尼子遺臣らを集結させると、密かに尼子家再興の戦いを企てていた。
永禄12年6月23日（1569年8月6日）、毛利氏が大友氏を攻撃するため北九州へ軍を派遣すると、挙兵の機会をうかがっていた幸盛ら尼子再興軍は出雲国へ侵攻を開始する。尼子再興軍は但馬国から数百艘の船に乗って海を渡り島根半島に上陸すると、近くにあった忠山（ちゅうやま）の砦を占拠する。勝久ら尼子再興軍がここで再興の檄を飛ばすと、国内に潜伏していた旧臣らが続々と集結し5日の内に3,000余りの軍勢になったという。そして同月下旬、幸盛ら尼子再興軍は多賀元龍が籠もる新山城（真山城）を攻略する。続いて宍道湖北岸に位置する末次（島根県松江市末次町。現在の松江城の建設地。）に城を築いてここを拠点（末次城）とすると、山陰地方の各地で合戦を繰り広げつつ勢力を拡大していった（尼子再興軍の雲州侵攻）。

### 毛利軍の九州撤退
永禄12年閏5月3日（1569年6月17日）、毛利氏は大友氏との争いの末に立花城を奪取するも、引き続き大友軍が立花城に留まり続けたため軍を動かすことができないでいた。毛利氏の立場が厳しくなってくるのはこの頃からである。
同年7月下旬（9月中旬）、出雲において「在々所々の者共、残す所無く彼牢人（尼子再興軍）に同意候」と月山富田城の城主・天野隆重が書状で伝えるように、出雲国一円を尼子再興軍が支配する状態となった。さらに10月11日（11月19日）には、大友氏の支援を受けた大内輝弘が海を渡り、その翌日には周防国の大内屋敷跡を襲撃してその地を一時占拠する事態も発生した（大内輝弘の乱）。毛利氏の領国支配体制は一転、最大の危機を迎えるのである。
ここに至って毛利氏の当主・毛利元就は、北九州に在陣する毛利軍の撤退を決定する。10月15日（11月23日）、立花城に在陣する毛利軍は、乃美宗勝、桂元重、坂元祐等わずかな兵を残して撤退を開始し、その他の北九州に在陣する毛利軍も随時撤退していった。11月21日（12月28日）には城に残っていた宗勝らも退却し、 毛利軍は門司城を残して北九州から全て撤退した。

## 布部山の戦い

### 毛利軍の雲州侵攻

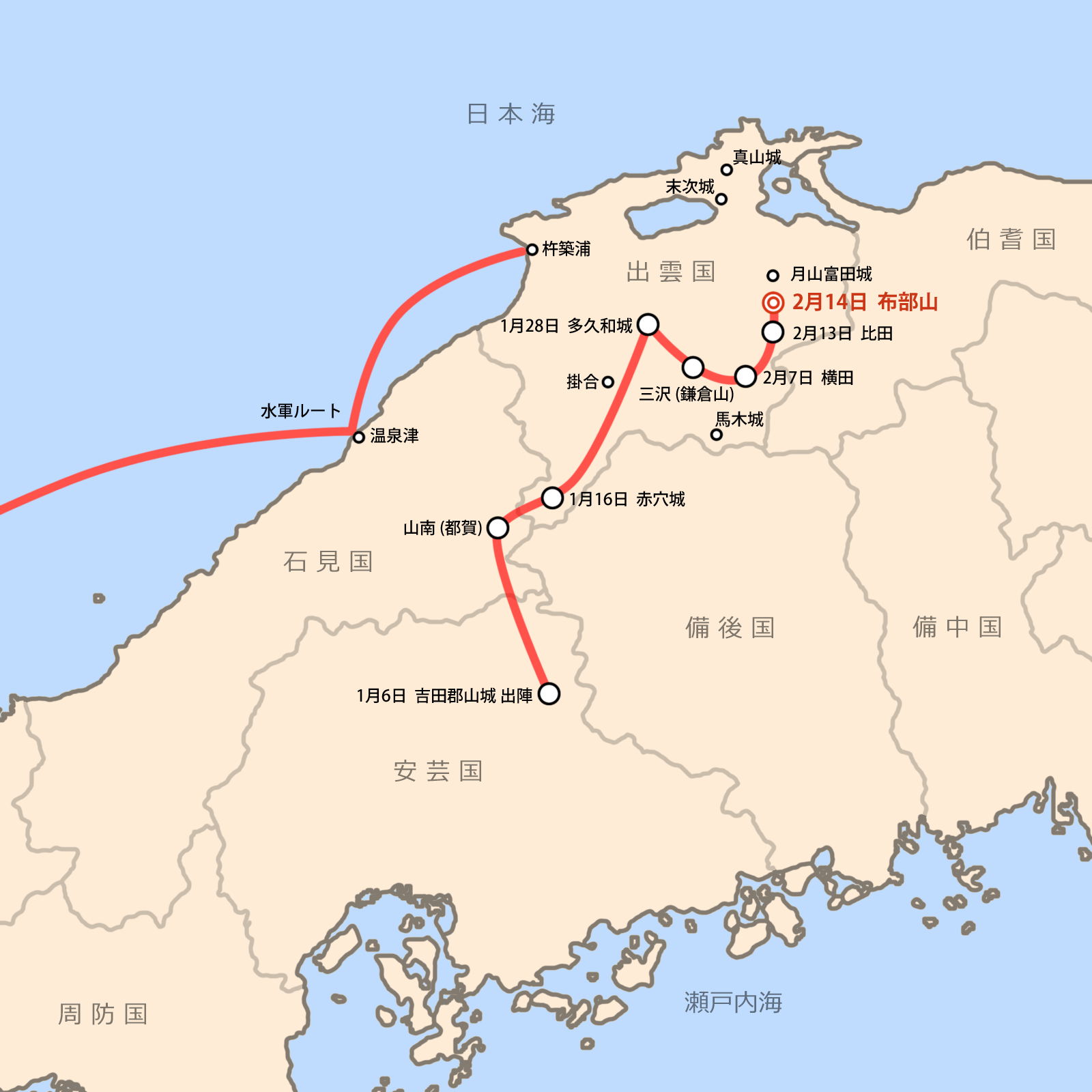
布部山の戦いにおける毛利軍の侵攻ルート。

永禄12年10月18日（1569年11月26日）、吉川元春・小早川隆景ら毛利軍は、九州から陣を撤収して長府に帰着すると、10月25日（12月3日）頃に大内家再興軍の反乱を鎮圧する。輝弘は富海で自刃し、大内家再興の戦いは僅か半月足らずで終結した（大内輝弘の乱）。反乱を鎮圧した毛利軍は、12月23日（1570年1月29日）に長府にあった陣を引き払い、居城である吉田郡山城へ帰還した。
永禄13年1月6日（1570年2月10日）、本国に帰還した毛利輝元、吉川元春、小早川隆景らは、休むまもなく尼子再興軍を鎮圧するため吉田郡山城より出陣する。その総数は約26,000とされる大軍であった。輝元を総大将とし、毛利譜代の衆6,000がこれに従い、元春は石見勢を、隆景は備後勢を、宍戸隆家は備中勢を統率した。そのほか水軍200艘がこれに従った。
毛利軍が第一に優先したのは、尼子再興軍により包囲されている月山富田城を救うことであった。この頃、月山富田城内では尼子再興軍の攻撃を受け、馬来、河本、湯原氏らが投降するなど危険な状態となっていた。また城内の兵糧も欠乏していたため、早期に尼子再興軍の包囲網を突破し城内へ兵糧を補給する必要があった。
毛利軍はまず、児玉就久らに200艘の船を率いさせて瀬戸内海から石見国の温泉津へ出港させると、この地で石見の毛利方の国人を招集し、尼子再興軍を牽制するため出雲の杵築浦（稲佐の浜）へ向かわせた。
次に輝元ら率いる本隊は陸路により月山富田城を目指し、北上して石見国の山南（現在の島根県邑智郡美郷町村之郷）に入ると、ここで兵を招集して部隊を増強した。
毛利軍はここから進路を北西に進み出雲国へ入国すると、同月16日（2月20日）には赤穴（現在の島根県飯石郡飯南町）に着陣する。赤穴城主・赤穴久清に迎え入れられた毛利軍は進路を北へ変えて進軍し、同月28日（3月4日）には中郡（現在の島根県雲南市大原郡）を越え、翌2月7日（3月13日）には三沢（現在の島根県飯石郡奥出雲町仁多）・横田（同町横田）へ軍を進める。こうして毛利軍は月山富田城へ向け着実に陣を進めていき、その途上にある尼子方の諸城は攻略されていった。

### 尼子再興軍の出撃

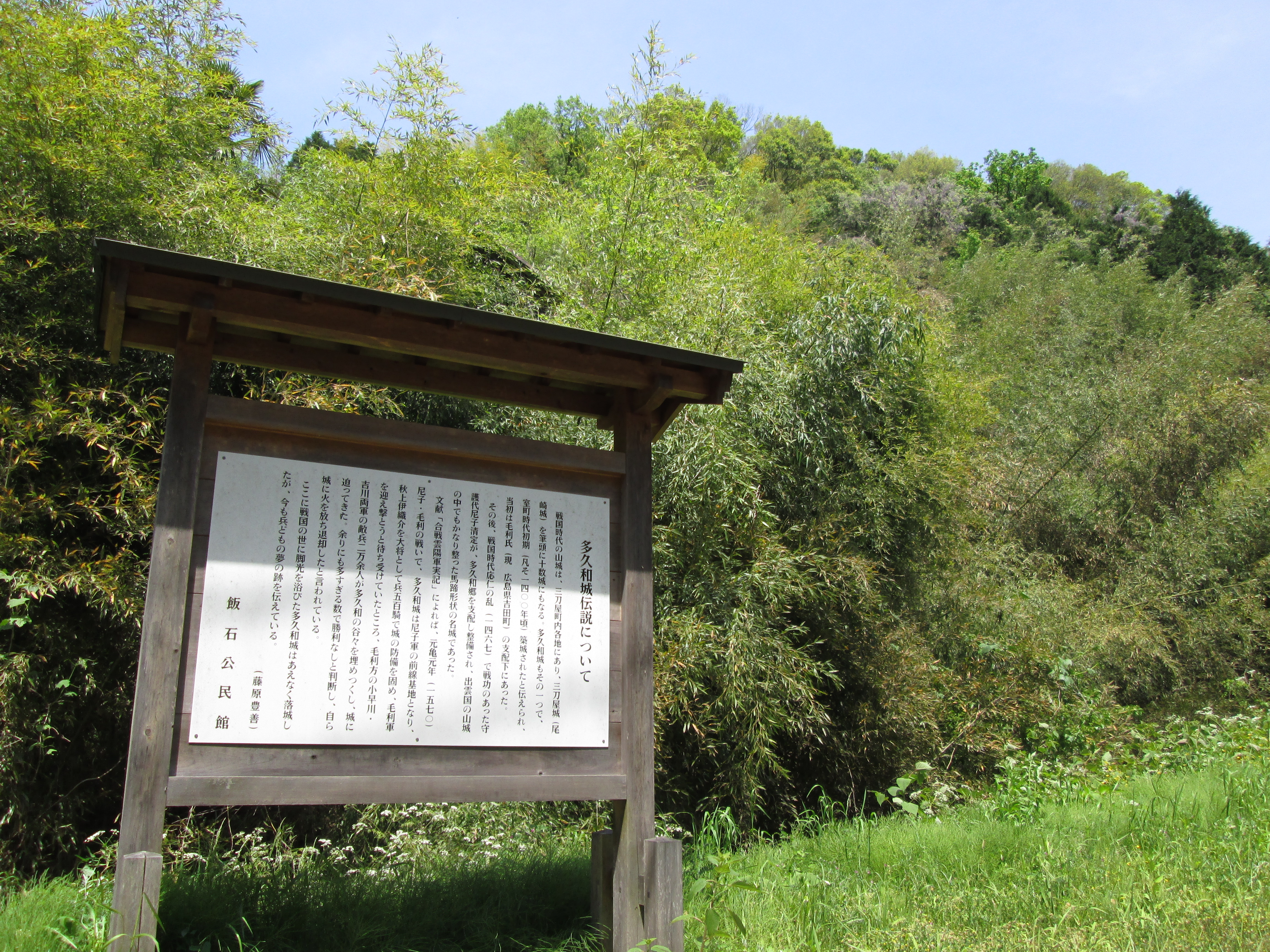
尼子再興軍の将・多久和大和守が籠もり戦った多久和城。

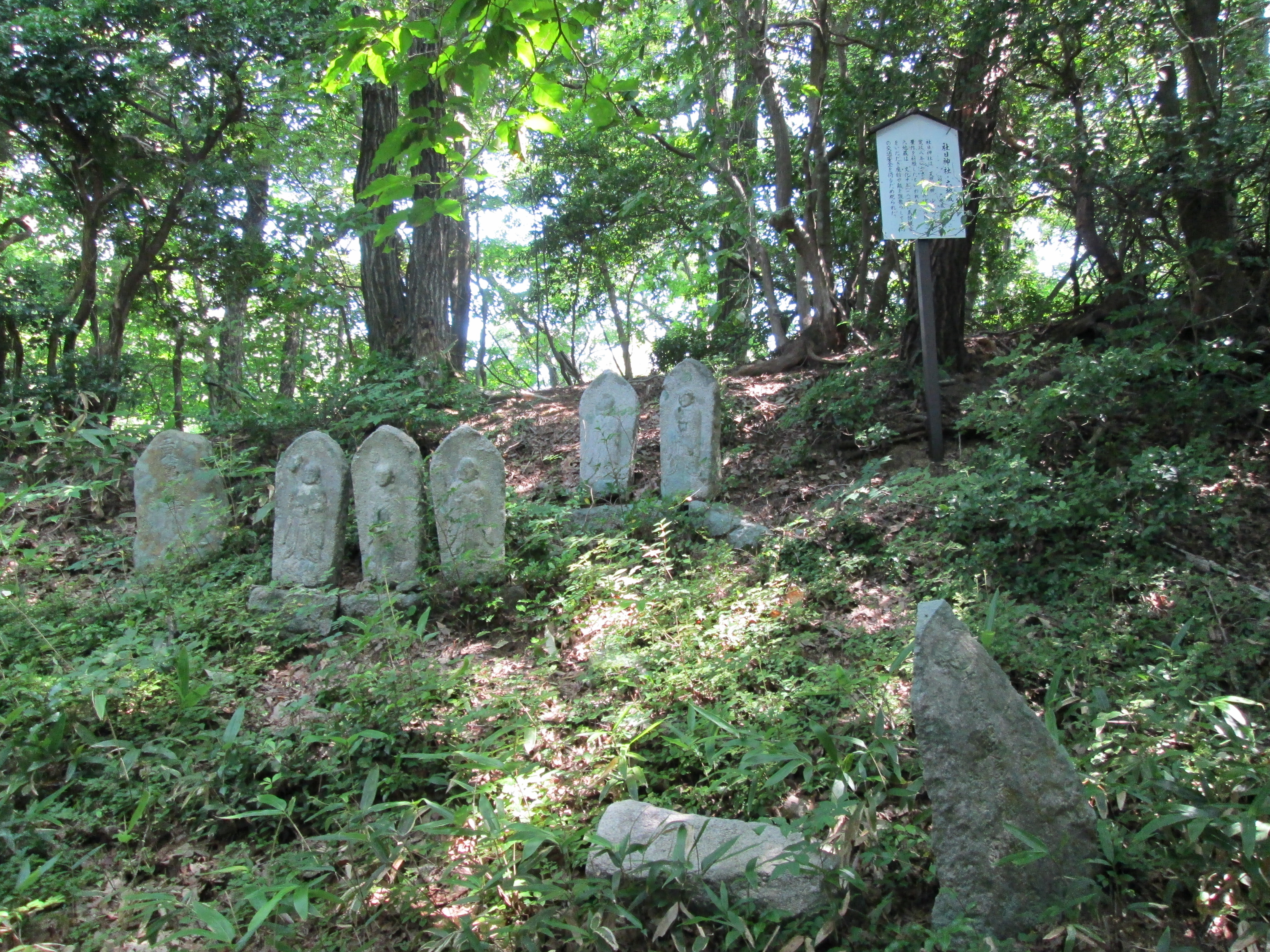
社日神社の跡地。布部山の戦いのとき、この付近に尼子再興軍が本陣を敷いたと伝わる。

一方の尼子再興軍は、原手郡の戦いや隠岐為清の反乱（美保関の合戦）などによって時間をとられ、出雲国の拠点である月山富田城を攻略することができないでいた。1月28日（3月4日）には、多久和大和守らが守る多久和城（現在の雲南市三刀屋町多久和）が毛利軍の攻撃を受け、その救援のための援軍を出すもわずか1日によって攻め落とさた。尼子再興軍は、毛利軍の侵攻を止めることはおろか時間を稼ぐことすらできないでいた。幸盛ら尼子再興軍は、布部（現在の島根県安来市広瀬町布部）の中山の地を毛利軍の侵攻を防ぐ最終防衛地と捉え、各地に散らばる尼子再興軍を集結させ決戦に備えようとした。
この布部の中山（布部山）の地は、月山富田城から南方へ12km進んだ所にあり、三刀屋から三沢・横田を抜け月山富田城へ進む場合には必ず通る必要がある要衝であった。また、この地から月山富田城へ進む道は布部山の尾根づたいに通じており、一度、布部山の麓から山頂まで登る必要があった。周りは険峻な山で囲まれ、尾根道へ登るには西側の水谷口か東側の中山口のどちらを通る必要があった。つまり、三沢・横田方面から月山富田城へ進むには、水谷口か中山口、2つの谷口のどちらかを通る必要があったため、この2つの谷口を抑えておけば毛利軍の進軍を阻止することができた。
山中幸盛と立原久綱は大将である尼子勝久を居城である末次城に残すと、少数の軍勢を率いて出陣する。末次城には大勢が籠もっているように見せるため、また毛利方に「少数で出陣してきたのは謀ではないか」と疑いを持たせて時間を稼ぎ、その隙に味方の軍勢を集結する策謀であった。
この策が功を奏したのか、幸盛らは各地の尼子再興軍を招集し、毛利軍の来襲前2月11日（3月17日）には布部山の地に陣を張ることに成功する。
明日12日には毛利軍は布部山の南方12kmに位置する比田の地（現在の島根県安来市広瀬町西比田）まで迫ってきており、まさにギリギリの行軍であった。幸盛は軍を半数ずつ2手に分けると、水谷口、中山口の中腹にそれぞれ配置し、本陣は布部山の山頂付近に置いた（主要な参戦武将は、#戦いに参戦した武将を参照）。

### 要害山城の陥落及び毛利軍の着陣

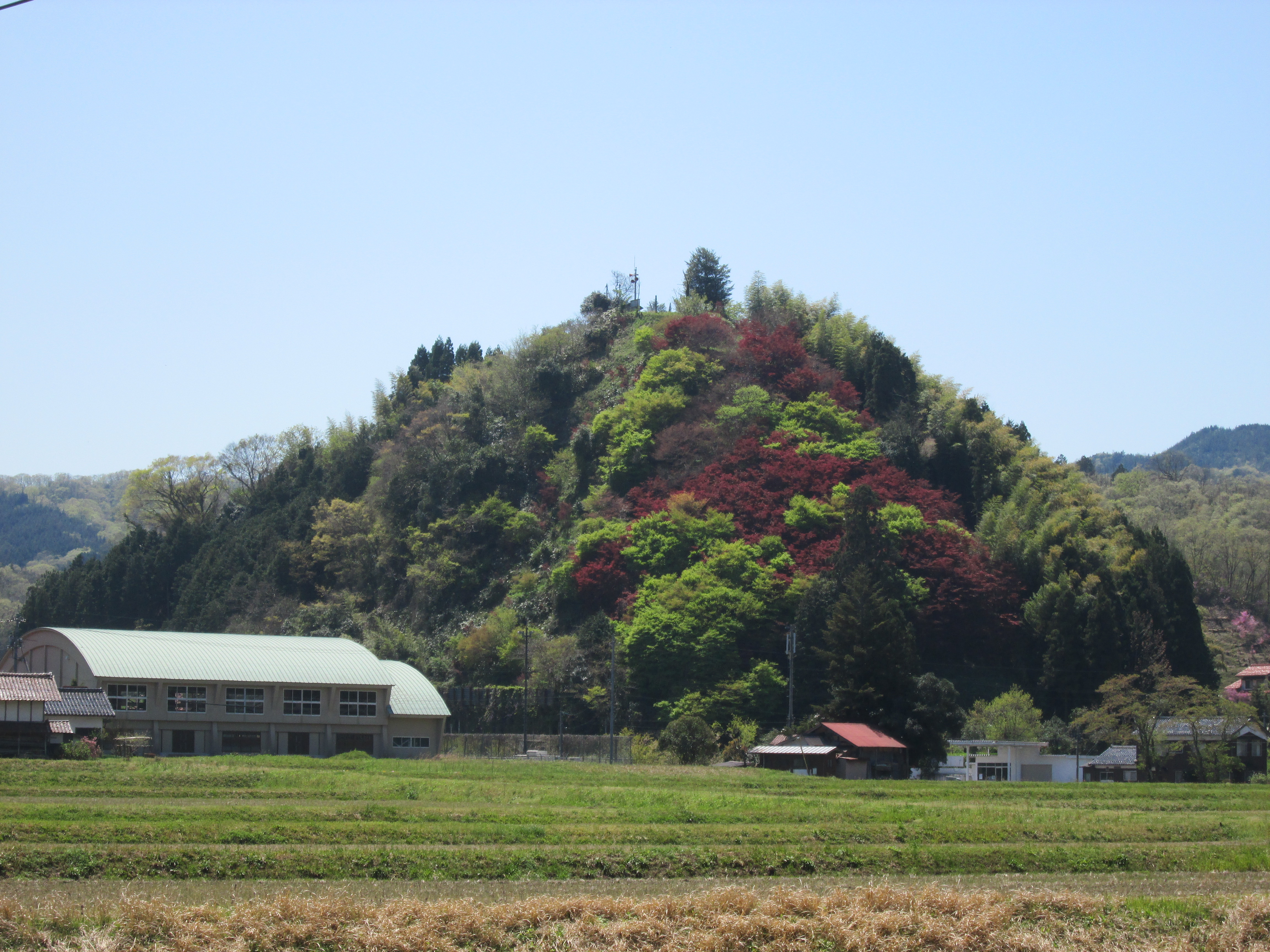
布部の要害山城。尼子再興軍の将・森脇久仍が守っていたが、毛利軍の来襲前に城を明け渡した。

2月7日（3月13日）、三沢・横田に在陣する毛利軍は掛合（現在の島根県雲南市掛合町）と馬木（現在の島根県仁多郡奥出雲町大馬木）に押さえとして兵を残すと、2月12日（3月18日）に比田を抜けて翌13日に布部へ陣を進める。同日、布部にある尼子再興軍の要害山城を攻略する。この要害山城は、尼子再興軍の将・森脇久仍が籠もる城であったが、兵数が300あまりと少なくまた小城であったため、毛利軍の来襲前に幸盛らの説得により久仍は退却し空城となっていた。要害山城を攻略した毛利軍は、布部山の尼子再興軍の陣を見ると同じく2手に軍を分け、大将である輝元はその後方に陣を敷いた（主要な参戦武将は、#戦いに参戦した武将を参照）。

### 布部山の戦い

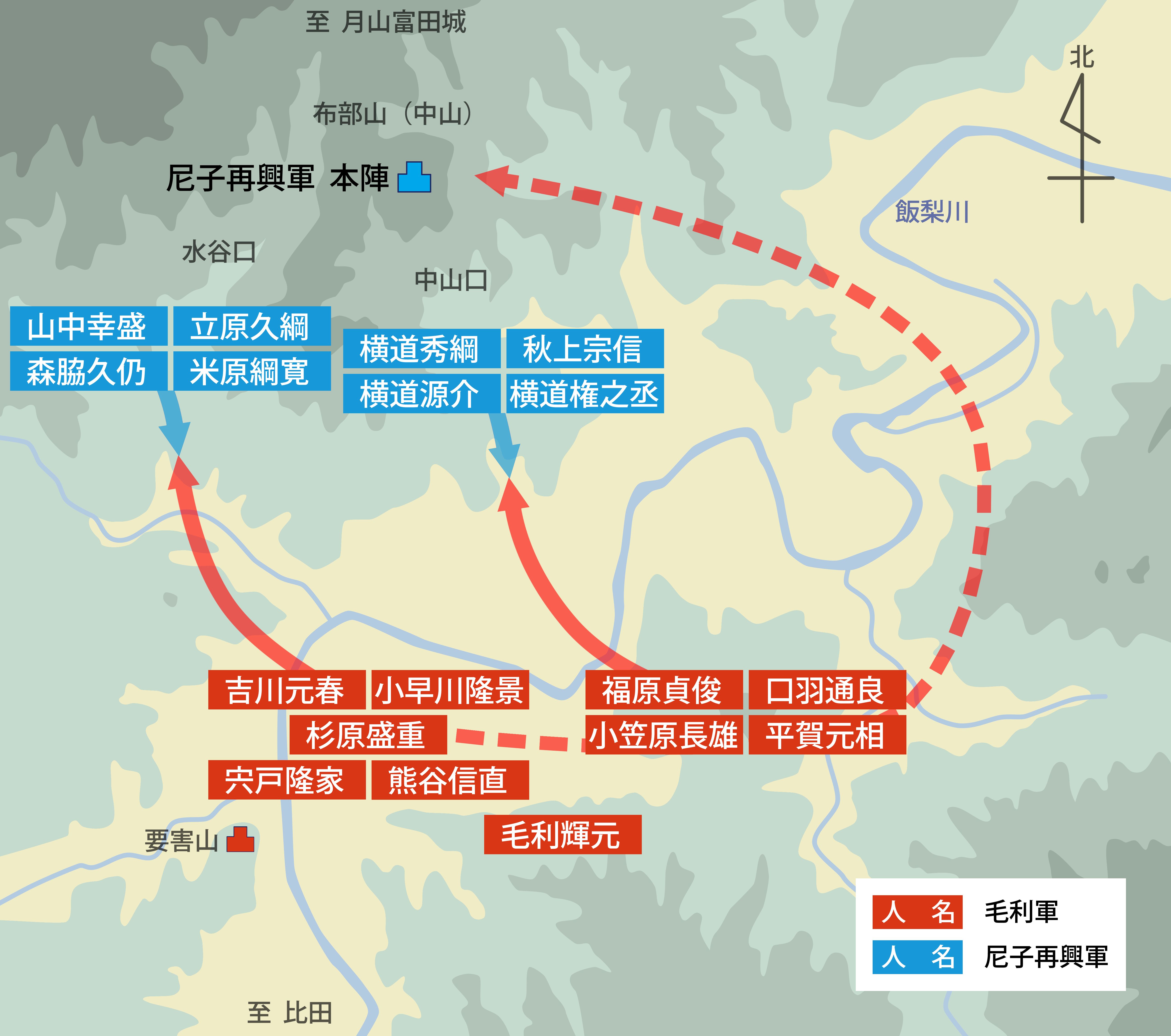
布部山の戦いにおける両軍の布陣図。

２月14日の五ツ時（（3月20日午前7時ごろ）、毛利軍は布部山に布陣する尼子再興軍に対して攻撃を開始する。
戦いは当初、地の利に勝る尼子再興軍が優勢であった。尼子再興軍は、山の麓から攻め上がってくる毛利軍に対して上方から鉄砲・弓矢により攻撃を行い、毛利軍の兵を多数撃ち倒した。更に水谷口では毛利軍の将・熊谷信直の嫡子である細迫左京亮を森脇久仍部隊が、中山口では毛利軍の将・田門右衛門尉、粟屋又左衛門を尼子再興軍の将・横道権允と横道源介がそれぞれ討ち取るなど数の少ない尼子再興軍が毛利軍を圧倒していた。
しかしながら、毛利軍の吉川元春が地元の豪族を買収して布部山の山頂へと続く間道を聞き出し、別働隊を率いてその間道から布部山の頂上に登って尼子軍の本陣を強襲すると状況が一変する。本陣を落とされたと知った尼子再興軍の兵は浮き足立ち、毛利軍の攻勢もあって尼子再興軍は総崩れとなった。
これによって戦いの趨勢は決定し、尼子再興軍は敗北、総退却となった。退却の際、毛利軍の追撃を受けた尼子再興軍は、横道秀綱や目黒左近右衛門が討ち取られるなど多数の将兵が犠牲となった。ただし、殿として最後まで残って戦った山中幸盛と立原久綱は、無事に居城である末次城へ帰還している。

## 合戦後の情勢
この戦いに勝利した毛利軍は、翌日2月15日（3月21日）に尼子再興軍に包囲されていた月山富田城を開放し兵糧を入れることに成功する。このとき城内では兵糧が全く無くなっており、落城寸前の危険な状態であった。輝元ら毛利軍は籠城していた将兵らを賞すると共に軍をここで再編すると、同月下旬ごろ尼子再興軍の居城・末次城を攻撃するため約7,000の兵を率いて出陣する。これに対し尼子再興軍は、末次城は平城であるため籠城に向かないと判断し城を捨てて新山城へと退却した。
その後、毛利軍と尼子再興軍は山陰の各地で激しい戦いを繰り広げていくこととなる。毛利元就が居城である吉田郡山城で容態が悪化し元春の軍を残して毛利軍が帰還したときには、一時的に尼子再興軍が勢力を盛り返したこともあったが、すぐさま元就が直属の水軍部隊を派遣したため兵力で勝る毛利軍が次第に尼子再興軍を圧倒していった。そしてこの戦いから約1年6ヶ月後の元亀2年8月20日（1571年9月8日）頃には、出雲の最後の拠点である真山城が毛利軍の攻撃を受け落城する。城に籠もっていた勝久は隠岐に脱出し、尼子再興軍は出雲国より一掃されることとなった。

## 補説・逸話

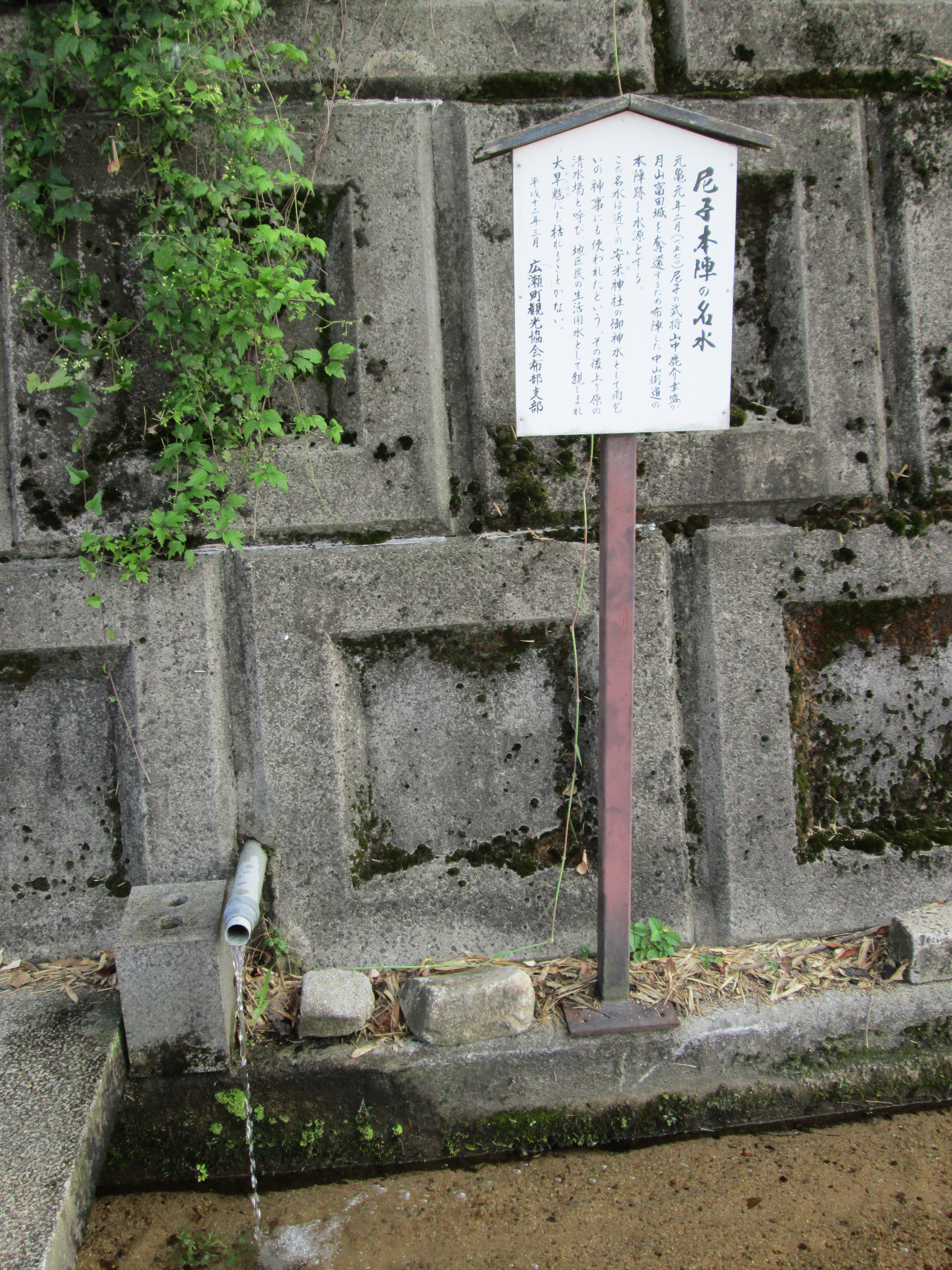
布部山の戦いのとき尼子再興軍が本陣を敷いた所を水源とする名水。大旱魃でも枯れることなく、安米神社の御神水として雨乞いの神事にも使われたと伝わる。

- 尼子再興軍は多久和（島根県雲南市三刀屋町多久和）へ小屋城を築くと、秋上伊織助（秋上宗信）、福山次郎左衛門、遠藤甚九郎、川副右馬介を大将として500騎ばかりでその城を守らせていた。そこへ毛利軍が20,000騎ばかりで攻めてきたため、宗信らは戦わずして築いていた砦の小屋々々を焼いて逃亡した。逃亡する際、毛利軍の追撃を受け177人が討ち死にした。毛利軍も村上又左衛門をはじめ23人が討ち死にした。この戦の後、街道には次の狂歌が書かれた高札が立った[1]。

また別の説として、多久和城を守っていた尼子再興軍の将は秋宅庵助（あきやけいおりのすけ）と尤道理助（もっともどうりのすけ）であったが、同じく毛利軍の大軍に驚き一戦もせずに城に火をかけて落ち延びたため、次の狂歌が書かれた高札が立った。
- 山中鹿助（山中幸盛）は布部の峰々や谷々に空陣屋を多く作り、余所目には10,000騎の軍が陣取るように見せた。この策が敵に知られないよう内通者を見つけ出し3人の首を刎ねたが、吉川元春が先年より富田近辺の在々処々の一揆の者に賄賂を送って味方につけていたので内通者が多く、この策は見破られてしまった[2]。
- 戦いが始まった際、床几（しょうぎ）に腰かけていた毛利輝元の後ろの山より、30人力でも動かせないような大岩が大きな音を立てて転がり落ちてきた。このような事態に輝元は少しも慌てず「今、大岩が我が後ろより放られたということは、天が我に力を合わせて敵陣を打ち破れということを示したものだ。さもなくば、天が合戦を早めよと告げたもの。進めや皆の者」と言って将兵を勇気づけた[2]。
- 毛利軍の吉川元春と小早川隆景は、尼子再興軍の陣立てを調べるため80騎あまりの斥候を出したが、それを阻止しようと山中鹿之助（山中幸盛）が100騎あまりを率いて出陣してくると戦わずして退却した。退却する際、毛利軍の遠藤五郎三郎元貞はただ一騎で駆け戻り幸盛に槍を突き挑んだが、幸盛がその槍を受け流して元貞の乗る馬の目に槍を突き入れたため、馬は暴れて谷底へ落ち、乗馬していた元貞は藪に落ちて運よく助かった。命拾いした元貞に対して幸盛は「我に槍を合わせんとする志は、武であり勇である。そのため今回は天運に助けられた。これからも武運を全うし、早く起き上がって味方の陣へ帰られよ」と言って去っていった[40]。
- 山中鹿之助（山中幸盛）が自ら敵軍へ攻め込もうとした際、寺本生死助は幸盛の傍に寄り「軍の大将は軽々しい行動をすべきではありません。私が討って出たいと思いますので、願わくば、その鹿角の前立ての兜をお借りしたい」と進言した。それを聞いて怒った幸盛であったが、近くにいた尤道理助、藪中荊助、植田稲葉助、今川鮎助、五月早苗助が取り成したため、怒りを抑え生死助に兜を貸すことを許した。生死助は喜び30騎あまりを率いて敵軍へ攻め込むと、兒玉弥七郎就重、田門右衛門尉就正を討ち取って戦功を挙げた[40]。
- 尼子再興軍の横道兵庫介（横道秀綱）が深手を負って道の傍らで休んでいると、向うから姪の聟である中井善左衛門が近寄ってきた。秀綱は姪聟であったので油断して「やあ中井殿、深手を負ったぞ」と話かけたところ、善左衛門は返答もせず槍で突き伏せて秀綱の首を取ってしまった。この善左衛門は10日ほど前に毛利軍へ降り尼子再興軍の敵となっていたが、親しさに油断した秀綱を不意に討ち取った行為に、敵も味方も「善左衛門の行いは人面獣心のものである」と言って憎まない者はいなかった[1][2]。
- 尼子再興軍の目黒左近右衛門は、傷を負い退却することが難しかったため、日ごろより親しくしていた民家に入り匿って欲しいとその主人に頼んだ。その主人も了解し櫃の中へ左近右衛門を入れて匿っていたが、左近右衛門は後をつけられていたため、追っ手の毛利軍がその民家に入ってきた。これによりもう逃げられないと悟った左近右衛門は「敵に止めを刺されるのは口惜しい」と思い、櫃から這い出て自ら腹を切って自害してしまった[2]。
- 尼子再興軍の山中鹿助（山中幸盛）は退却する際、銀の草摺（くさずり）を装備した目立つ存在であったため、毛利軍の小坂越中守に1里ばかり追いかけられたが、足が達者であったため逃亡することに成功した[2]。

## 戦いに参戦した武将

### 毛利軍

#### 水谷口
第1陣
- 吉川元春

- 小早川隆景

- 吉川元長

第2陣
- 杉原盛重

第3陣
- 宍戸隆家

- 熊谷信直

- 天野元定

- 益田藤兼

陣不明
- 境又平（井筒女助）
- 細迫左京亮【討死】

- 山縣宗右衛門

- 境七郎右衛門

- 小坂越中守

#### 中山口
第1陣
- 吉田勢
- 児玉就久
- 粟屋元真

- 福原貞俊
- 児玉弥七郎【討死】
- 粟屋元光【討死】

- 桂元忠
- 赤川元保
- 粟屋又左衛門

- 志道元保
- 口羽通良

第2陣
- 小笠原長雄

- 平賀元相

- 楢崎長景

- 木梨

陣不明
- 田門右衛門尉【討死】
- 江田七郎右衛門

- 中井善左衛門
- 浅原助六

- 飯田与十郎
- 国司元武

- 飯田小三郎

#### 後陣（本陣）
- 毛利輝元

#### 遊軍
- 三沢為清
- 宍道隆慶

- 三刀屋久扶
- 益田

- 佐波

- 赤穴久清

### 尼子再興軍

#### 水谷口
第１陣
- 森脇久仍

- 真木与市【討死】

- 中井平蔵

- 米原綱寛

第２陣
- 山中幸盛
- 寺本市之允

- 立原久綱
- 寺本四郎三郎【討死】

- 隠岐三郎五郎【討死】
- 東藤八【討死】

- 加藤彦四郎

第3陣
- 力石九郎兵衛

- 高尾右馬允

- 高尾惣兵衛

- 黒正

陣不明
- 馬来与三右衛門
- 目加田団右衛門
- 比田十郎太郎

- 神西元通
- 目加田采女佐
- 徳吉孫九郎

- 進左吉兵衛
- 池田与三郎
- 真野

- 馬田平左衛門
- 相良助九郎
- 屋葺

#### 中山口
第１陣
- 牛尾弾正忠
- 馬田入道

- 横道源介
- 金尾半四郎【討死】

- 横道権之丞
- 飛石孫太夫【討死】

- 遠藤甚九郎
- 由利甚七【討死】

第2陣
- 横道秀綱【討死】
- 平野嘉兵衛

- 岸左馬進
- 松田誠保

- 秋上宗信
- 熊野兵庫介

- 羽倉孫兵衛
- 熊野治郎

陣不明
- 疋田右近
- 福山次郎左衛門
- 浅山太郎次郎
- 目黒左近右衛門【自害】
- 石塚与一

- 疋田右衛門尉
- 吉田三郎左衛門
- 日野介六
- 熊谷

- 岸孫右衛門
- 吉田八郎左衛門
- 牛尾大炊之助
- 原

- 古志新十郎
- 長森吉内
- 足立治郎左衛門
- 吉岡